# Tesis doctoral

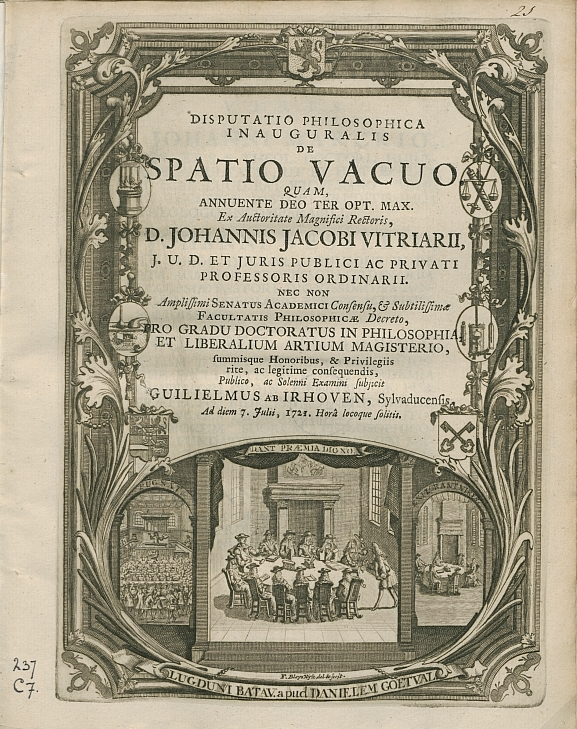
Disputatio philosophica inauguralis de spatio vacuo, por Guilielmus ab Irhoven (Willem van Irhoven) con la autorización del Rector magnificus Johannes Jacobus Vitriarius (Jan Jacob Glazenmaker), 7 de julio de 1721.

Una tesis doctoral es un trabajo de investigación original realizado y presentado por un graduado o licenciado, el doctorando, para obtener el grado de doctor por una institución académica superior. Para su aprobación, la tesis ha de ser defendida oralmente por el doctorando ante un tribunal de doctores nombrado al efecto, compuesto normalmente de tres o cinco miembros y del que el director de tesis no forma parte. La complejidad o calidad requerida de la investigación de una tesis -llamada disertación en países anglófonos- puede variar según el país, la universidad o el programa y, por lo tanto, el período mínimo de estudio requerido puede variar significativamente en duración. Eventualmente, la palabra disertación a veces se puede utilizar para describir un tratado sin relación con la obtención de un título académico. El término tesis también se utiliza en español para referirse a la afirmación general de un ensayo o trabajo similar.

## Definición
De acuerdo con la definición ya clásica de Umberto Eco, se trata de «un trabajo mecanografiado de una extensión media que varía entre cien y las cuatrocientas páginas, en el cual el estudiante trata un problema referente a los estudios en que quiere doctorarse». Sin embargo, la extensión exigida a las tesis doctorales depende mucho del área de conocimiento en la que se inscriba, así como del país en el que se desarrolla. Así, por ejemplo, en el caso de los estudios científicos la extensión suele ser mucho menor que en el de las Humanidades, y en los países anglosajones generalmente menor que en los países latinos. El tiempo estimado de redacción de una tesis también varía, aunque suele estar entre los tres y los cinco años, dependiendo una vez más del país y del tema.

## Proceso
Para la realización de una tesis doctoral es habitual seguir los siguientes pasos:
- Elección del tutor o director: Toda tesis doctoral debe tener al menos un director, que debe ser  doctor. La elección del tutor suele depender de criterios, además de cercanía o relación, del tema elegido para la investigación.
- Elección del tema: Este debe ser lo suficientemente amplio como para permitir una investigación extensa, pero no tanto como para hacerla inviable; debe ofrecer aspectos no estudiados que permitan la investigación original; y debe ser un tema relevante para el campo científico o académico en el que se inscribe.
- Establecimiento de un plan de trabajo: Dado que la tesis doctoral es un trabajo de larga duración, es necesario realizar una planificación a largo plazo, en la que se indiquen los plazos dedicados a cada una de las tareas de la investigación.
- Documentación exhaustiva: Uno de los pasos iniciales de una tesis doctoral es el establecimiento del "estado del arte" del tema, es decir, investigar acerca de los antecedentes que existan en relación con el tema elegido. Este estado de la cuestión debe estar lo más actualizado posible, para lo cual suelen emplearse recursos como las bases de datos bibliográficas.
- Recopilación y fichado de los datos: La parte inicial de una investigación (ya sea humanística o científica) consiste en la recopilación y organización de los datos. En ambos casos son de gran utilidad las fichas bibliográficas, donde se incluye la información esencial acerca de los libros consultados.
- Parte experimental: En las investigaciones científicas, hay que hacer en muchas ocasiones experimentos para comprobar y demostrar si la hipótesis inicial es válida.
- Análisis de los datos: Una vez recopilados los datos necesarios, sean bibliográficos, experimentales o de trabajo de campo, el investigador debe organizarlos y analizarlos para extraer de ellos las conclusiones pertinentes (que serán en definitiva las conclusiones de su investigación).
- Redacción: Es recomendable que el proceso de redacción del informe final sea simultáneo a los pasos anteriores, si bien en algunos casos la mayor parte suele estar concentrada en el tramo final de la investigación, donde se han extraído y analizado los datos. La redacción dependerá de la extensión exigida, pero siempre debe conservar el estilo propio de los textos científicos.
- Defensa pública: Tras depositar la tesis doctoral terminada, y seguir los pasos burocráticos pertinentes, el doctorando debe superar un acto de defensa pública, en el que un tribunal examinador evalúa y critica su investigación; el doctorando deberá por su parte defender la validez de su proyecto y de su método, tras lo cual la tesis recibe su calificación, y de ser esta positiva, el doctorando se convierte en doctor.

Es muy frecuente que las tesis doctorales sigan después de la defensa su camino de preparación para la publicación, convirtiéndose así en monografía o en varios artículos si es muy extensa o se quiere destacar alguna parte más significativa.

## Contenido de la tesis
Con respecto a la disposición final del informe de tesis, debe seguirse un patrón más o menos estándar. Por lo general el trabajo, una vez redactado, debe dividirse en los siguientes apartados:
- Introducción: Sus funciones son contextualizar el trabajo en el campo científico en que se sitúa y presentar los planteamientos generales acerca de sus objetivos y metodología.
- Cuerpo del trabajo: Es el núcleo de la investigación, donde se contiene la información acerca de la tesis defendida, y se demuestra su utilidad mediante la presentación y el análisis de los datos. Habitualmente, el "cuerpo" a su vez se subdivide en:
  - Estado del arte: En primer lugar, deben presentarse los antecedentes científicos anteriores a la propia investigación, valorándolos críticamente.
  - Metodología: Este apartado detalla los métodos empleados durante la investigación, ubicando así el trabajo dentro de una corriente epistemológica determinada.
  - Presentación de los datos: El verdadero centro de la tesis doctoral lo constituye una presentación clara y estructurada de los datos, que además debe ser previa y distinta a su interpretación por parte del investigador.
  - Análisis y discusión: El apartado de presentación de los datos suele ser el más extenso de la tesis doctoral; sin embargo, el apartado fundamental es el dedicado al análisis y discusión de dichos datos, ya que es donde el investigador debe justificar cómo la información obtenida apoyan su tesis inicial.
- Conclusiones: Es el apartado final de toda investigación, y en él se resumen los puntos principales a los que se ha llegado tras el análisis de los datos. En este apartado no debe introducirse nueva información, sino sólo una reformulación de la ya dada en apartados anteriores.
- Bibliografía: Las fuentes de toda investigación científica deben aparecer explícitamente en el texto, citadas de forma sistemática, ya sea empleando el sistema de cita autor-fecha (Harvard o «anglosajón») o el sistema de cita por notas numeradas (Vancouver o «continental»).[4]
- Índice: Para facilitar la lectura de la tesis y la localización de la información, es útil incluir índices temáticos, de nombres propios empleados o abreviaturas.

Si fuera necesario, pueden incluirse también otros apartados para adjuntar contenido como tablas, gráficos y anexos. Por ejemplo, el contenido de una tesis suele incluir el siguiente orden:
- Índice de contenido
- Dedicatorias
- Agradecimientos
- Resumen
- Índice de contenidos
- Índice de tablas y figuras
- Introducción general
- Antecedentes y fundamentación teórica
- Desarrollo del tema en un número variable de capítulos
  - Descripción general: planteamiento del problema o de la pregunta de investigación
  - Sujetos y grupos de sujetos involucrados
  - Beneficios esperados
  - Objetivos generales
  - Objetivos específicos
  - Justificación
- Metodología
  - Método de recolección de datos
  - Instrumentos utilizados (cuestionarios, escalas de medición, entrevistas, observación)
- Resultados
  - Presentación de los resultados (cuadros, gráficas)
  - Análisis
- Conclusiones y recomendaciones 
  - Limitaciones de la investigación
- Referencias bibliográficas
- Apéndices (gráficas y datos adicionales)

## Colección de artículos
Una tesis como colección de artículos, también conocido como tesis por trabajos publicados o artículo de tesis es una tesis doctoral que, a diferencia de una monografía coherente, es una colección de trabajos de investigación con una sección introductoria que consta de capítulos de resumen. También llamado "tesis de grapadora". Se compone de artículos de revistas ya publicados, documentos de conferencias y capítulos de libros, y manuscritos ocasionales aún no publicados. Una tesis por publicación es una forma de tesis de compilación (un término utilizado en los países nórdicos). Otra forma de tesis de compilación es una tesis de ensayo, que comprende ensayos independientes inéditos. Hoy en día, las tesis de artículos son el formato estándar en las ciencias naturales, médicas y de ingeniería, mientras que en las ciencias sociales y culturales existe una fuerte pero decreciente tradición de producir monografías coherentes, es decir, tesis como una serie de capítulos vinculados. Otras veces, los estudiantes de doctorado pueden elegir entre escribir una monografía o una tesis de compilación.
El formato de tesis por trabajos publicados se elige en los casos en que el estudiante tiene la intención de publicar primero la tesis por partes en revistas internacionales. A menudo da como resultado un mayor número de publicaciones durante los estudios de doctorado que una monografía y puede generar un mayor número de citas en otras publicaciones de investigación; algo que puede ser ventajoso desde el punto de vista de la financiación de la investigación y puede facilitar el nombramiento de lectores después de la tesis. Otra razón para escribir una tesis de compilación es que algunos de los artículos se pueden escribir junto con otros autores, lo que puede ser útil especialmente para los nuevos estudiantes de doctorado. La mayoría de los artículos deben ser revisados por árbitros fuera del propio departamento del estudiante, complementando la auditoría realizada por el personal de supervisión y el opositor de la tesis, asegurando así los estándares internacionales.

## Comité de tesis
El comité de tesis (o comité de disertación) es un comité que supervisa la disertación de un estudiante. En los EE. UU., estos comités suelen estar formados por un director o consejero principal y dos o más miembros del comité, que supervisan el progreso de la tesis y también pueden actuar como comité examinador, o jurado, en el examen oral de la tesis.
En la mayoría de las universidades, el comité es elegido por el estudiante junto con su asesor principal, normalmente tras la realización de los exámenes exhaustivos o la reunión del prospecto. Los miembros del comité son doctores en su campo (ya sea un doctorado u otra designación) y tienen la tarea de leer la tesis, hacer sugerencias de cambios y mejoras, y asistir a la defensa. En ocasiones, al menos un miembro del comité debe ser profesor de un departamento distinto al del estudiante.

## Función del director de tesis
La función del director de tesis consiste en ayudar y apoyar al estudiante en sus estudios y determinar si la tesis está lista para ser examinada. El autor de la tesis es el estudiante, no el director. Las funciones del director de tesis también incluyen comprobar el cumplimiento de los derechos de autor y asegurarse de que el estudiante haya incluido en la tesis una declaración que certifique que es el único autor de la misma.

## Etimología
El término tesis procede del griego θέσις, que significa "algo expuesto", y se refiere a una proposición intelectual. Disertación procede del latín dissertātiō, que significa "discusión". Aristóteles fue el primer filósofo que definió el término tesis.

Una 'tesis' es una suposición de algún filósofo eminente que entra en conflicto con la opinión general...pues hacer caso cuando cualquier persona ordinaria expresa puntos de vista contrarios a las opiniones habituales de los hombres sería una tontería.

Para Aristóteles, una tesis sería, por tanto, una suposición que se afirma en contradicción con la opinión general o que expresa desacuerdo con otros filósofos (104b33-35). Una suposición es una afirmación u opinión que puede o no ser cierta dependiendo de las pruebas y/o evidencias que se ofrezcan (152b32). El propósito de la disertación es, pues, exponer las pruebas de por qué el autor discrepa de otros filósofos o de la opinión general.

## Prácticas y terminologías regionales

### Argentina
La disertación académica puede ser referida como diferentes etapas dentro del programa académico que el estudiante busca alcanzar en una Universidad argentina reconocida, en todos los casos los estudiantes deben desarrollar aportes originales en los campos elegidos mediante diversos trabajos y ensayos que comprenden el cuerpo de la tesis. En correspondencia con el grado académico, la última fase de una tesis académica se denomina en español defensa de grado, defensa magistral o defensa doctoral en los casos en que el candidato universitario se encuentra finalizando su programa de licenciatura, maestría o doctorado, respectivamente. De acuerdo con la resolución de un comité, la tesis puede ser aprobada o rechazada por un comité académico formado por el director de la tesis y al menos un evaluador. Todos los evaluadores de la tesis deben haber obtenido al menos el grado académico que el candidato pretende alcanzar.

### España
El antiguo Diploma de Estudios Avanzados (DEA) tenía una duración de dos años y los candidatos debían completar un trabajo de curso y demostrar su capacidad para investigar los temas específicos que habían estudiado. A partir de 2011, estos cursos fueron sustituidos por programas de máster académico que incluyen formación específica sobre epistemología y metodología científica. Tras su finalización, los estudiantes pueden matricularse en un programa de doctorado específico e iniciar una tesis sobre un tema determinado durante un tiempo máximo de tres años (a tiempo completo) y cinco años (a tiempo parcial). Todos los estudiantes deben tener un profesor titular como asesor académico (director de tesis) y un tutor, que suele ser la misma persona.[cita requerida]
La tesis doctoral, de una media de 250 páginas, es el principal requisito, junto con un artículo publicado en una revista. Una vez que los candidatos han publicado sus tesis escritas, serán evaluadas por dos académicos externos (evaluadores externos) y posteriormente suele exponerse públicamente durante quince días naturales. Tras su aprobación, los candidatos deben defender públicamente su investigación ante un comité de tres miembros (tribunal) con al menos un académico visitante: presidente, secretario y vocal.[cita requerida]
Una defensa de tesis pública típica dura 45 minutos y todos los asistentes en posesión del título de doctor tienen derecho a formular preguntas.[cita requerida]